# Miss Globe International 2008
Miss Globe International 2008 je 5. ročník mezinárodní soutěže krásy Miss Globe International. Tohoto ročníku se zúčastnilo 56 dívek z celého světa. 
Slavnostní večer se konal v Palace of Sports "Asllan Rusi" v albánské Tiraně. 

## Vítězky

### Hlavní tituly
| Titul           | Oceněná |
| --------------- | --- |
| Miss Globe 2008 | - Albánie - Almeda Abazi |
| I. vicemiss     | - Estonsko - Breth Tootsi |
| II. vicemiss    | - Rusko - Anastasia Tolmatcheva |
| III. vicemiss   | - Thajsko - Nutthanit Towan |
| IV. vicemiss    | - Kanada - Krystal Wilson |
| Top 12          | - Kanada - Krystal Wilson - Spojené království - Janine Allen Robertson - Venezuela - Andrea Rodríguez Romero - Kolumbie - Lilibeth Lenis - Albánie - Almeida Abazi - Rusko - Anastasia Tolmatcheva - Čína - Yinghui Wang - Estonsko - Breth Tootsi - Česko - Šárka Cojocarová - Slovensko - Eliška Ferencziová - Turecko - Begum Yilmaz |

### Vedlejší tituly
| Titul                          | Oceněný                                       |
| ------------------------------ | --------------------------------------------- |
| Miss Bikini of The World       | - Makedonie – Maja Petrushevska               |
| Miss Disco Queen International | - Arménie – Inessa Tadevosyan                 |
| Miss Talent                    | - Arménie – Inessa Tadevosyan                 |
| Miss Friendship                | - Španělsko – Susana Valverde Solano          |
| Best National Costume          | - Singapur – Sharifah Shazana Binte           |
| Miss Golden Girl               | - Spojené království – Janine Allen Robertson |
| Miss Elegance                  | - Kolumbie – Lilibeth Lenis                   |
| Miss Dream Girl of The World   | - Česko – Šárka Cojocarová                    |
| Miss Cosmopolitan              | - Kosovo – Arta Kamberi                       |
| Miss Intercontinental          | - Nigérie – Misel Uku                         |